# Каяма
Острів Кая́ма (яп. 嘉弥真島, かやまじま, Каяма-Дзіма) — невеликий острів в острівній групі Яеяма островів Сакісіма архіпелагу Рюкю. Адміністративно належить до округу Такетомі повіту Яеяма префектури Окінава, Японія.
Незаселений острів лежить на північний схід від острова Кохама та на захід від острова Ісіґакі.
Висота острова сягає 31 м.

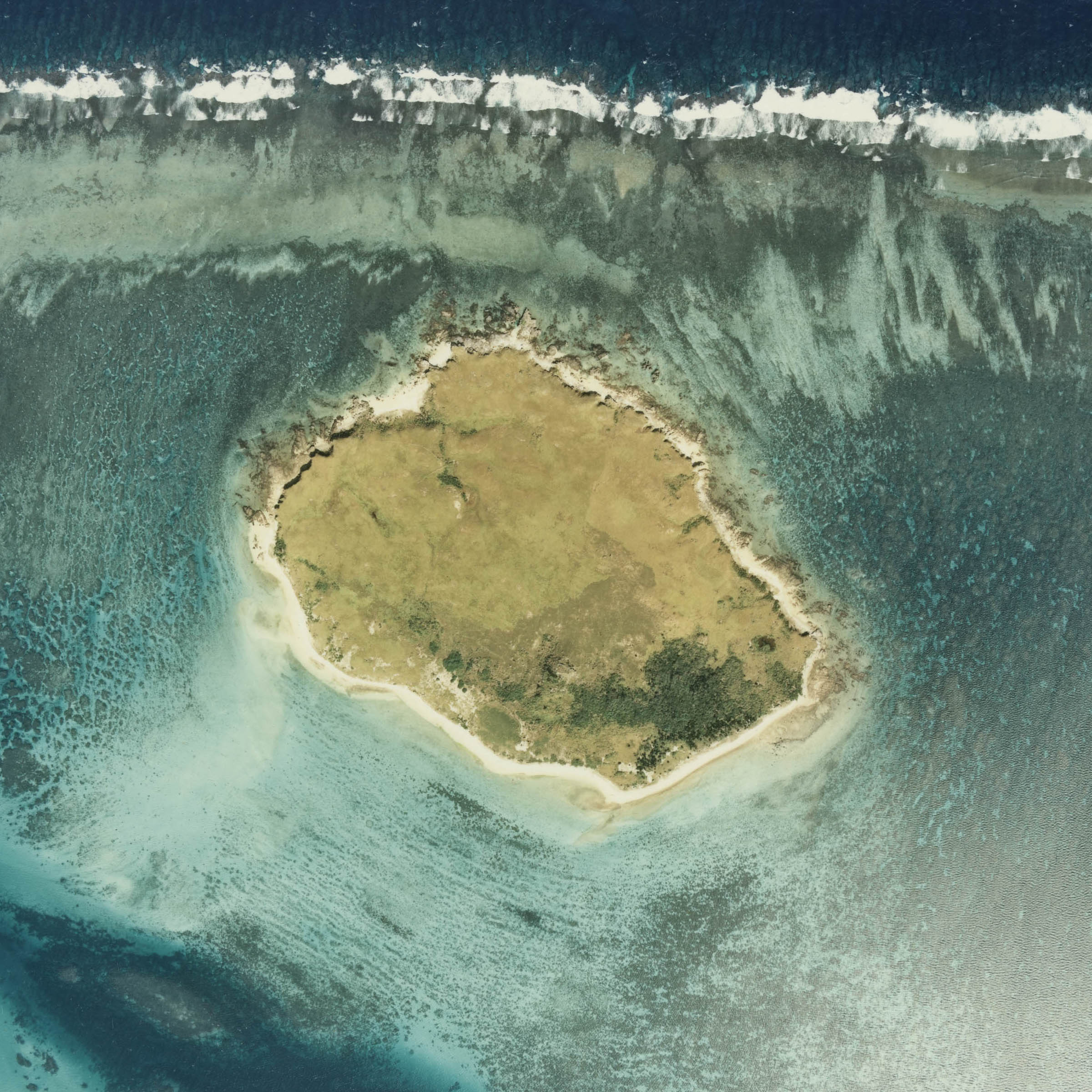
Супутниковий знімок острова
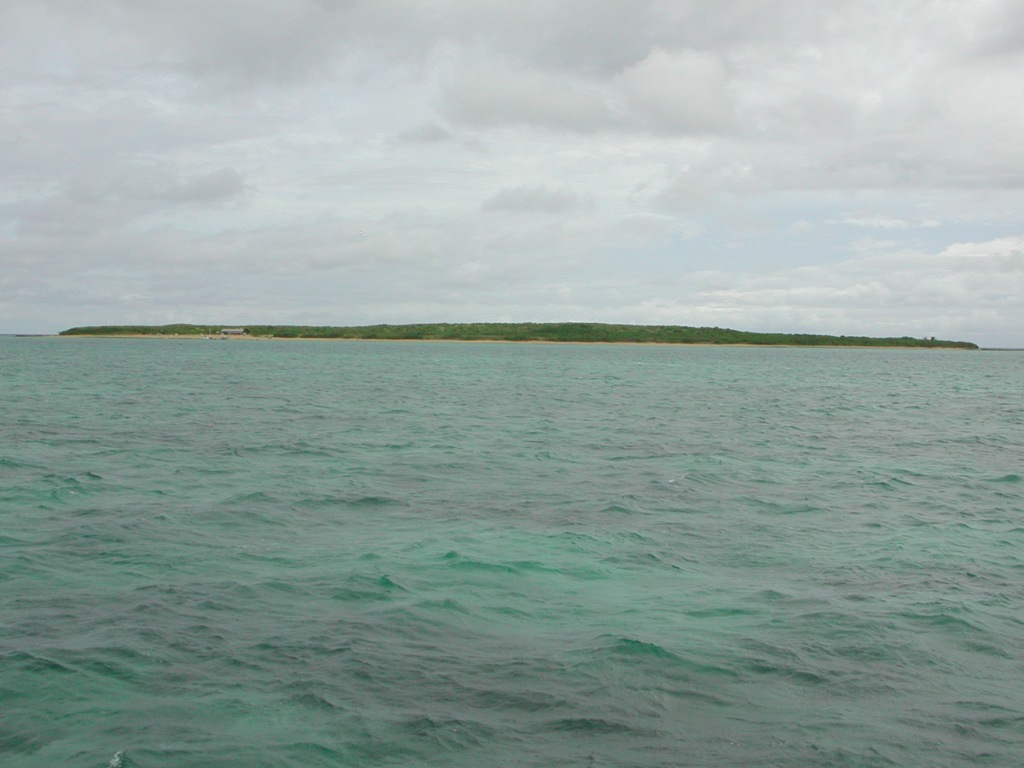
Острів Каяма
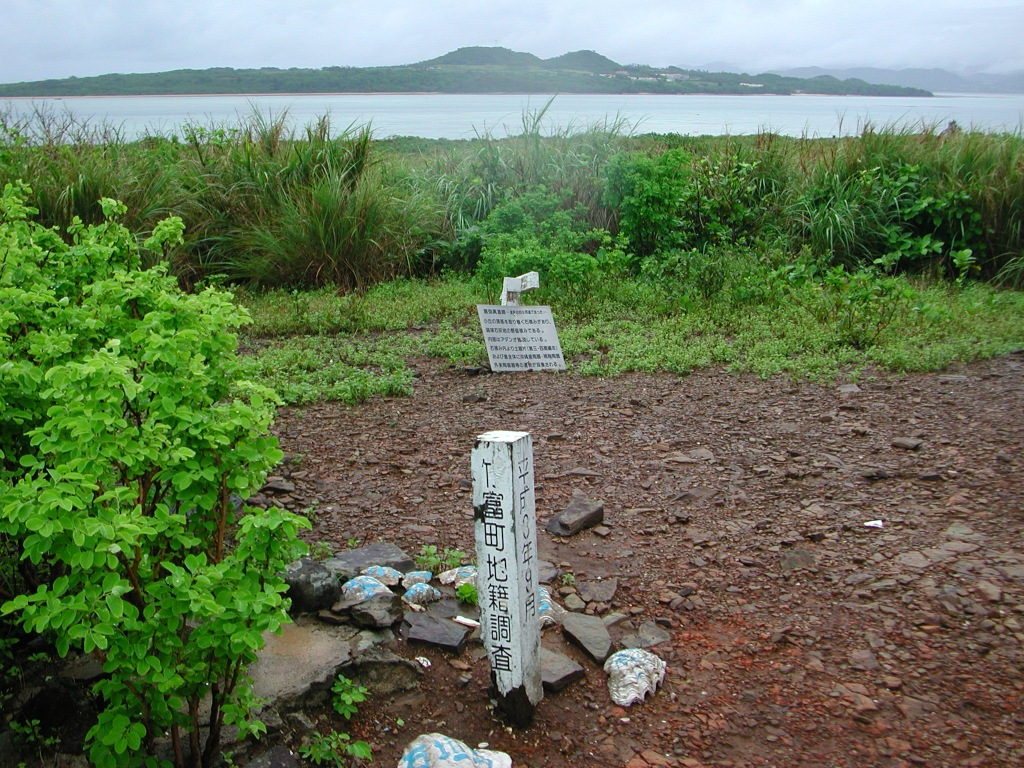
Острів Каяма